# Elisabet I av Luxemburg
Elisabet I av Luxemburg, född 1390, död 1451, var  regerande hertiginna av Luxemburg från 1411 till 1443.

## Biografi
Elisabet I av Luxemburg var dotter till den svenska prinsessan Richardis Katarina av Mecklenburg och kejsar Karl IV:s tredje son Johan av Böhmen (1370–1396), markgreve av Mähren och hertig av Görlitz.
Hertigdömet Luxemburg hade varit i personalunion med Böhmen sedan Johan den blindes tid 1313, och dess regenter hade sedan varit Böhmens regenter eller medlemmar av dess familj - hennes egen far hade varit regent 1386–1388. Elisabet efterträdde sin farfars kusin prins Jobst av Mähren på Luxemburgs tron 1411. Luxemburg pantsattes till Elisabet av hennes farbror, Sigismund av Ungern, och då han inte kunde betala igen lånet behöll hon landet. Hon gifte sig första gången i Bryssel den 16 juli 1409 med hertig Anton av Brabant (d. 1415), som försvarade henne mot uppror från områdets adel. Hon gifte sig andra gången med prins Johan av Bayern (d. 1425). Både hennes män var hennes medregenter. Hon förblev barnlös.
Elisabet I av Luxemburg saknade arvingar och blev svårt skuldsatt i slutet av sin regeringstid. År 1441 slöt hon ett avtal med Filip III av Burgund, där hon utsåg honom till sin arvinge. Filip invaderade dock Luxemburg under en nattlig attack 1443 och avsatte henne, och hon tvingades abdikera och lämna landet. Luxemburg blev då en del av Burgund och kom sedan via Spanien och Österrike till Nederländerna innan det fick en egen regent och blev självständigt igen under Adolf av Luxemburg 1890.